# Werner Buhss
Werner Buhss (* 14. Januar 1949 in Magdeburg; † 7. Oktober 2018 in Berlin), Pseudonym Wulf Weber, war ein deutscher Schriftsteller, Regisseur und Übersetzer.

## Leben
Als Sohn eines Arztes und einer Neulehrerin in Magdeburg auf die Welt gekommen, wuchs Werner Buhss in Frankfurt (Oder) auf und besuchte hier bis zur 11. Klasse (1965) die Erweiterte Oberschule. Er begann eine Lehre und erlernte den Beruf des Stahlbauschlossers. Zugleich machte er Abitur auf der Abend-/Volkshochschule.
1968/69 folgte eine Regieassistenz bei der DEFA. Von 1968 bis 1973 studierte Werner Buhss an der Hochschule für Film und Fernsehen Potsdam in Babelsberg. 1975/81 war er als Theaterregisseur tätig (u. a. Eisleben, Rudolstadt, Sofia, Brandenburg a. d. Havel). Danach arbeitete er bis 1983 freiberuflich für das DEFA-Studio für Dokumentarfilme. Ab 1981 war er freiberuflicher Autor und Regisseur. Es entstanden zahlreiche Theaterstücke, Hörspiele, unter Pseudonym Folgen von Familiensendereihen sowie Bearbeitungen und Übersetzungen von klassischen und zeitgenössischen Stücken (Gogol, Tschechow, Bojtschew, Gebrüder Presnjakow (Oleg und Wladimir), Shakespeare). Im Studienjahr 1997/1998 war Werner Buhss als Gastdozent für „Szenisches Schreiben“ am Deutschen Literatur Institut in Leipzig tätig.
Werner Buhss lebte als freischaffender Autor in Berlin und in Island. Er starb im Oktober 2018 im Alter von 69 Jahren.

## Zitat
„Der Dramatiker Werner Buhss, ein ostdeutscher Bakunin-Fan in Jackett und Sandalen, erzählte während eines munteren Autorengesprächs vom ganz eigenen Erlebnisweg. Sein Stück ‚Friedrich Grimm‘, 1991 für den Stückemarkt ausgewählt, wurde danach nie aufgeführt. Und warum er nun die Miniatur ‚Landschaftsbild Lichtenhagen‘ zum Jubiläumsjahrgang beigesteuert hat, ist schnell erklärt: ‚Weil’s ein bisschen Kohle dafür gab.‘ Umarmenswert!“

## Hörspiele
Rundfunk der DDR
- 1975: Auf halbem Weg nach Afrika, Regie: Fritz Göhler
- 1981: Am Seil, Regie: Fritz Göhler, Abdruck in: Temperamente, H. 4
- 1979: Hotte, einfach Hotte, Regie: Horst Liepach
- 1981: Grabbes letzter Sommer, nach dem gleichnamigen Roman von Thomas Valentin, Regie: Manfred Karge
- 1984: Pastorale, auch Co-Regie zusammen mit Günter Zschäckel
- 1984: Die Festung, nach Motiven des Romans „Die Tatarenwüste“ von Dino Buzzati, Regie: Götz Fritsch
- 1986: Der Schimmelreiter, nach Theodor Storm (Bearbeitung und Regie)
- 1988: Homer: Die Irrfahrten des Odysseus (Regie – Kinderhörspiel, 6 Teile)
- 1991: Kleider machen Leute, nach Gottfried Keller, Regie: Peter Brasch

ARD und DeutschlandRadio
- 1991: Der Schmied seines Glückes, nach Gottfried Keller (Bearbeitung und Regie) – SachsenRadio
- 1992: Atlantis auf dem Atlas meiner Haut (Deutschlandsender Kultur)
- 1994: Ganz hinten. Am Ende des Ganges (ORB/ Autorenproduktion)
- 1995: Spiegelmond, Kinderhörspiel nach dem Grimm-Märchen „Der Froschkönig“ zusammen mit Andrea Czesienski (Deutschlandradio)
- 1995: Die zwei bartlosen Betrüger, Kinderhörspiel nach einem orientalen Märchen (WDR)
- 1995: Bandriss, Kriminalhörspiel (Deutschlandradio)
- 1995: Kein Lied nach meinem mehr. Versuch über Jessenin, Ein Versuch für Radio über den Dichter Sergej Jessenin (Deutschlandradio)
- 1996: Peng, nach dem Märchen „Die Zauberperle“ von Valerie Petrow (MDR)
- 1996: Zwei Schüsse. Einer ins Knie, einer in den Kopf, Kriminalhörspiel (Deutschlandradio)
- 2002: Mann außer Haus (Deutschlandradio)
- 2002: O der du alles bedenkst, Tiresias (MDR)
- 2005: Kaugummimonat, Kriminalhörspiel (Deutschlandradio Kultur)
- 2006: Ein toter Hund, Kriminalhörspiel (Deutschlandradio Kultur)
- 2007: Fischer sin Fru, Kriminalhörspiel (Deutschlandradio Kultur)
- 2010: Schneeregen, Originalhörspiel Krimi (Deutschlandradio Kultur), 53 Min., Regie: Wolfgang Rindfleisch, Musik: Frank Merfort[7]
- 2012: So is dat Leven, Herr Schluck (MDR/Radio Bremen)
- 2013: Landschaftsbild Lichtenhagen (Deutschlandradio Kultur)

Litera (Regie)
- 1988: Hans Christian Andersen: Die kleine Seejungfrau/Der kleine und der große Klaus (Kinderhörspiel, Bearbeitung: Andrea Czesienski)
- 1989: Brüder Grimm: Hänsel und Gretel (Kinderhörspiel, Bearbeitung: Andrea Czesienski)

## Film und Dokumentarfilm
- Ich, Axel Cäsar Springer, Regieassistenz bei Achim Hübner (Teile 3–5), (Auftragsproduktion des DEFA-Spielfilm-Studios für den DFF 1969/1970)
- Ich war ja auch wer: Chefkoch Hermann Reußner, Jahrgang 1891, erzählt aus seinem Leben, Drehbuch (zusammen mit Günter Kotte), (DEFA 1981/1982)[8]

## Bühnenstücke
- Beschreibung Anna O. nach dem gleichnamigen Fernsehspiel von Klaus Poche, Uraufführung: 4. Mai 1978, Theater Rudolstadt
- Die Festung nach dem Roman von Dino Buzzati, Uraufführung: 12. Juli 1986, Städtische Theater Karl-Marx-Stadt
- Der Mitarbeiter nach N. Gogol: Aufzeichnungen eines Wahnsinnigen, UA 1986, Abdruck in: Theater der Zeit, 1987, H. 8
- Tagebuch eines Wahnsinnigen nach N. Gogol, Uraufführung 22. Juni 1987, innerhalb der II. Werkstatt junger Theaterschaffenden in Potsdam
- Nina, Nina, tam kartina … nach Motiven des Romans „Das Gemälde“ von Daniil Granin, Uraufführung: 19. November 1988, Staatsschauspiel Dresden[9]
- Der Revisor, Fassung nach Gogol, Uraufführung 1988, Städtische Bühnen Erfurt
- Jenseits von Eden. Gegen Osten, 1988, frei zur Uraufführung
- Pour le mérite, Uraufführung: 30. März 1988, Staatsschauspiel Dresden
- Bastard, 1989, frei zur Uraufführung
- Friedrich Grimm, 1989, frei zur Uraufführung
- Nackt in Wien, Uraufführung: 19. Januar 1990, Städtische Theater Karl-Marx-Stadt[10]
- Der Diener zweier Herren, Fassung nach Goldoni, Uraufführung: 17. Februar 1995, Landesbühnen Sachsen
- Der Froschkönig nach Grimm, gemeinsam mit Andrea Czesienski, Uraufführung: 23. Juni 1995, Vorpommersche Landesbühne
- Bevor wir Greise wurden, Volksstück nach Barlachscher Manier, Uraufführung: 20. Oktober 1995, Freie Kammerspiele Magdeburg
- Abendmahl, Uraufführung: 16. März 1997, Theater Rampe, Stuttgart
- Das siebte Siegel – Ein Tag aus unserem Leben. Aber welcher. Uraufführung: 30. Mai 1998, Theater der Stadt Heilbronn
- Dreißig, Uraufführung: 19. Februar 2000, Theater Bielefeld
- Letzte Fuhre, Uraufführung: 5. September 1998, Kleist Theater Frankfurt/ Oder (im Rahmen eines Autorenprojekts mit Helmut Bez, Volker Braun, Peter Ensikat, Lothar Gitzel, Alexander Schipenko und Kerstin Specht)
- Deutsche Küche, Uraufführung: 25. August 2003, Theater der Landeshauptstadt Magdeburg
- Glatzkopfbande. Erinnerungen an Rock’n 'Roll, Uraufführung: 22. Mai 2004, Theater Vorpommern Greifswald
- Ödipus Taschenspieler, 2013, frei zur Uraufführung
- WolfsWelt. Die Stunde der Kammerjäger, Uraufführung: 27. September 2014, Neue Bühne Senftenberg

## Übersetzungen (Auswahl)
- K. Iliew: Das Fenster, Aus dem Bulgarischen (1980)
- K. Georgiew: Der blau-weiße Frost, Aus dem Bulgarischen (1981)
- Hristo Boytchev: Oberst Schädel Hirn Dings, (Ženata na polkovnika), Aus dem Bulgarischen, Dt. EA: 30. Mai 2003, Staatstheater Cottbus
- Hristo Boytchev: Titanic-Orchester (Orkestr „Titanik“), Aus dem Bulgarischen, Dt. EA: 26. Januar 2006, Landestheater Württemberg-Hohenzollern, Tübingen
- Nikolai Gogol: Tagebuch eines Wahnsinnigen (Sapiski Sumasschedschego), Aus dem Russischen, Deutsche Erstaufführung: 28. Juni 1987, Schwedt
- Carlo Goldoni: Diener zweier Herren (Arlecchino servitore di due padroni), Aus dem Italienischen, Neuaufführung: 4. April 2014,[11] Schauspielhaus Zürich[12][13]
- Maxim Gorki: Jegor Bulytschow und andere (Egor Bulycov i drugie), Aus dem Russischen, Erstaufführung der Übersetzung: frei
- Maxim Gorki: Kinder der Sonne (Deti solnca), Aus dem Russischen, Erstaufführung der Übersetzung: 7. Februar 2008, Theaterhaus Jena
- Maxim Gorki: Die Letzten (Poslednie), Aus dem Russischen, EAÜ – Erstaufführung der Übersetzung: 28. Mai 2013, Schauspiel Köln[14]
- Brüder Presnjakow: Europa – Asien (Evropa – Azija), Aus dem Russischen zusammen mit Leonid Tumasow, Deutsche Erstaufführung: 26. November 2004, Staatstheater Cottbus
- Brüder Presnjakow: Fußbodenbelag (Polovoe pokrytie), Aus dem Russischen zusammen mit Leonid Tumasow, Deutsche Erstaufführung: 21. Mai 2005, Theater Aachen
- Brüder Presnjakow: Opfer vom Dienst (Izobrazhaja zhertvu), Aus dem Russischen zusammen mit Leonid Tumasow, Deutsche Erstaufführung: 7. Mai 2004, Hessisches Staatstheater Wiesbaden
- William Shakespeare: Die ganz außergewöhnliche und beklagenswerte Tragödie von Romeo und Julia (Romeo and Juliet), Aus dem Englischen, Erstaufführung der Übersetzung: frei
- William Shakespeare: Antonius und Cleopatra, (The Tragedy of Antonius and Cleopatra), Aus dem Englischen, Erstaufführung der Übersetzung: frei
- William Shakespeare: Ein Sommernachtstraum (A Midsummer-Night’s Dream), Erstaufführung der Übersetzung: frei
- William Shakespeare: Ende gut, alles gut (All’s Well That Ends Well), Aus dem Englischen, Erstaufführung der Übersetzung: frei
- William Shakespeare: Die Tragödie von Hamlet, Prinz von Dänemark (The Tragedy of Hamlet, Prince of Denmark), EA d. Übersetzung: 6. November 2011, Schauspielhaus Düsseldorf
- William Shakespeare: Der Kaufmann von Venedig (The Merchant of Venice), Komödie, Aus dem Englischen, Erstaufführung der Übersetzung: 1. April 2006, Cottbus
- William Shakespeare: König Lear (King Lear), Aus dem Englischen, EAÜ – Erstaufführung der Übersetzung: 24. März 1999, Schauspielhaus Hamburg[15]
- William Shakespeare: König Richard der Dritte (King Richard the Third), Aus dem Englischen, EAÜ – Erstaufführung der Übersetzung: 21. September 2005, Theater Konstanz
- William Shakespeare: Maß für Maß (Measure for Measure), Aus dem Englischen, EAÜ – Erstaufführung der Übersetzung: 8. Januar 2005, Chemnitz
- William Shakespeare: Othello, Venedigs Neger (Othello, the Moor of Venice), Aus dem Englischen, EAÜ – Erstaufführung der Übersetzung: 1. Dezember 1996, Staatstheater Braunschweig
- William Shakespeare: Der Sturm (The Tempest), Aus dem Englischen, EAÜ – Erstaufführung der Übersetzung: 4. Oktober 2003, Staatstheater Mainz
- William Shakespeare: Die Tragödie von Macbeth (The Tragedy of Macbeth), Aus dem Englischen, EAÜ – Erstaufführung der Übersetzung: 18. Juni 2012, Landesbühne Niedersachsen Nord
- William Shakespeare: Viel Lärm um nichts (Much Ado about Nothing), Komödie, Aus dem Englischen, EAÜ – Erstaufführung der Übersetzung: 3. Dezember 2005, Münchner Volkstheater
- William Shakespeare: Was ihr wollt (Twelfth Night, or What You Will), Komödie, Aus dem Englischen, Erstaufführung der Übersetzung: frei
- William Shakespeare: Wie es euch gefällt (As You Like It), Komödie, Aus dem Englischen, Erstaufführung der Übersetzung: frei
- William Shakespeare: Das Wintermärchen (The Winter’s Tale), Aus dem Englischen, Erstaufführung der Übersetzung: frei
- William Shakespeare: Zwei Gentlemen aus Verona (The Two Gentlemen of Verona), Aus dem Englischen, Erstaufführung der Übersetzung: frei
- Anton Tschechow: Drei Schwestern (Tri sestry), Drama in 4 Akten, Aus dem Russischen, EAÜ – Erstaufführung der Übersetzung: 5. Dezember 2003, Staatstheater Cottbus[16]
- Anton Tschechow: Iwanow (Ivanov), Drama in 4 Akten, Aus dem Russischen, Erstaufführung der Übersetzung: frei
- Anton Tschechow: Der Kirschgarten (Višnëvyj sad), Komödie in vier Akten, Aus dem Russischen, EAÜ – Erstaufführung der Übersetzung: 25. März 2006, Deutsches Theater Berlin
- Anton Tschechow: Die Möwe (Čajka), Komödie in vier Akten, Aus dem Russischen, Erstaufführung der Übersetzung: frei
- Anton Tschechow: Onkel Wanja (Djadja Vanja), Szenen aus dem Landleben in 4 Akten, Aus dem Russischen, EAÜ – Erstaufführung der Übersetzung: 2. Dezember 2000, Nationaltheater Weimar
- Anton Tschechow: Platonow (Pjesa bez nazvanija), Aus dem Russischen, EAÜ – Erstaufführung der Übersetzung: 4. April 2011, Schauspielhaus Zürich
- Anton Tschechow: Schwanengesang (Lebedinaja pesnja), Aus dem Russischen, Erstaufführung der Übersetzung: frei

## Publikationen
- Liebe ist eine harte Kiste – Über Katja Lange-Müllers Erzählungen: „Wehleid – wie im Leben“ in: Der Spiegel 47/1986, S. 254
- DDR-Theater des Umbruchs, Herausgegeben von Harald Müller, Eichborn 1990, ISBN 9783821817255
- Erinnerung an ein Gespenst in: Hiddensee – Versteckte Insel im verschwundenen Land, Herausgegeben von Marion Magas, Verlag Marion Magas 2006, ISBN 9783000181320
- Jochen Berg: Vier Stücke. Dave / Die Axt / Strephart / Ein Mann namens M., Herausgegeben und mit einem Nachwort von Werner Buhss, BasisDruck Verlag 2014, ISBN 9783861631453

## Preise / Würdigungen
- Mülheimer Dramatikerpreis 1996 für sein Stück Bevor wir Greise wurden (Inszenierung der Freien Kammerspiele Magdeburg).[17]
- Arbeitsstipendium des Theaterverbands (Hospitation in Warschau) 1977
- Arbeitsstipendium des Berliner Senats 1991
- Arbeitsstipendium der Kulturstiftung NRW (Künstlerdorf Schöppingen) 1995
- Arbeitsstipendium der Stiftung Kulturfond (Künstlerhaus Lukas) 1998 und 2000
- Arbeitsstipendium des Berliner Senats/Akademie der Künste BB (Grass-Haus Wewelsfleth) 2002[18]